# Primera División de Uruguay 1902
Uruguay Association Foot-ball League 1902 var den tredje säsongen av Uruguays högstaliga i fotboll. Nacional vann mästerskapet. Ligan spelades som ett seriespel där samtliga lag mötte varandra vid två tillfällen. Totalt spelades 30 matcher med 115 gjorda mål. 
Bröderna Amílcar, Bolívar och Carlos Céspedes var en bidragande faktor till Nacionals framgång. Amílcar (känd under smeknamnet Lungo) spelade som målvakt och släppte in fem mål under mästerskapets 20 matcher. Amílcars yngre bröder spelade som anfallare och Bolívar vann skytteligan med elva mål.

## Deltagande lag
Sex lag deltog i mästerskapet, samtliga lag från Montevideo.
| Klubb            | Arena (kapacitet)                               |
| ---------------- | ----------------------------------------------- |
| Albion           | Parque "Dr. Enrique Falco Lichtemberger" (2000) |
| CURCC            | Villa Peñarol                                   |
| Deutscher        | Estadio Gran Parque Central                     |
| Nacional         | Estadio Gran Parque Central                     |
| Triunfo          | —                                               |
| Uruguay Athletic | Cancha de Punta Carretas                        |

## Poängtabell
| Nr | Lag ( )          | S  | V  | O | F | GM | IM | MS  | P  |
| -- | ---------------- | -- | -- | - | - | -- | -- | --- | -- |
| 1  | Nacional         | 10 | 10 | 0 | 0 | 40 | 5  | +35 | 20 |
| 2  | CURCC            | 10 | 8  | 0 | 2 | 34 | 7  | +27 | 16 |
| 3  | Deutscher        | 10 | 4  | 1 | 5 | 18 | 29 | −11 | 9  |
| 4  | Uruguay Athletic | 10 | 3  | 0 | 7 | 6  | 22 | −16 | 6  |
| 5  | Albion           | 10 | 2  | 1 | 7 | 9  | 21 | −12 | 5  |
| 6  | Triunfo          | 10 | 2  | 0 | 8 | 8  | 31 | −23 | 4  |